# Prager Straße (Leipzig)
Die Prager Straße ist Leipzigs Ausfallstraße nach Südosten über Grimma in die mittleren Teile Sachsens. Historisch war sie auch Handelsweg über das Erzgebirge nach Böhmen. Für die südöstlichen Stadtteile ist sie sowohl die Hauptstrecke zum Stadtzentrum als auch Zubringer zur Autobahn A38. Auf einem Teilstück nimmt sie die Bundesstraße 2 auf. Vom Gerichtsweg bis Probstheida ist sie vierstreifig ausgebaut.

## Lage
Die Prager Straße beginnt am Johannisplatz, der bis zur Einmündung der Stephanstraße reicht, und führt nahezu gradlinig in südöstlicher Richtung bis zum Abzweig der Muldentalstraße in Liebertwolkwitz. Dabei durchquert oder tangiert sie die folgenden Ortsteile: Zentrum-Südost, Reudnitz-Thonberg, Stötteritz, Probstheida, Holzhausen, Meusdorf und Liebertwolkwitz. Ihre Länge beträgt 6,9 Kilometer; damit ist sie nach der Lützner Straße (7,8 km) die zweitlängste der Stadt.

## Geschichte
Die erste Bebauung der Straße war das um 1300 errichtete Johannishospital, weshalb sie bei der Leipziger Straßenbenennung von 1839 in ihrem Anfangsstück auch den Namen Hospitalstraße erhielt. 1524 wurde etwa zwei Kilometer vom Johannishospital entfernt an der Westseite der Straße das Vorwerk Thonberg errichtet, das in Teilen bis 1936 bestand. Ab 1719 entstanden vom Gut aus in Richtung Stadt in einfacher Bauweise die Thonberger Straßenhäuser, 1832 waren es 48 mit 866 Bewohnern.

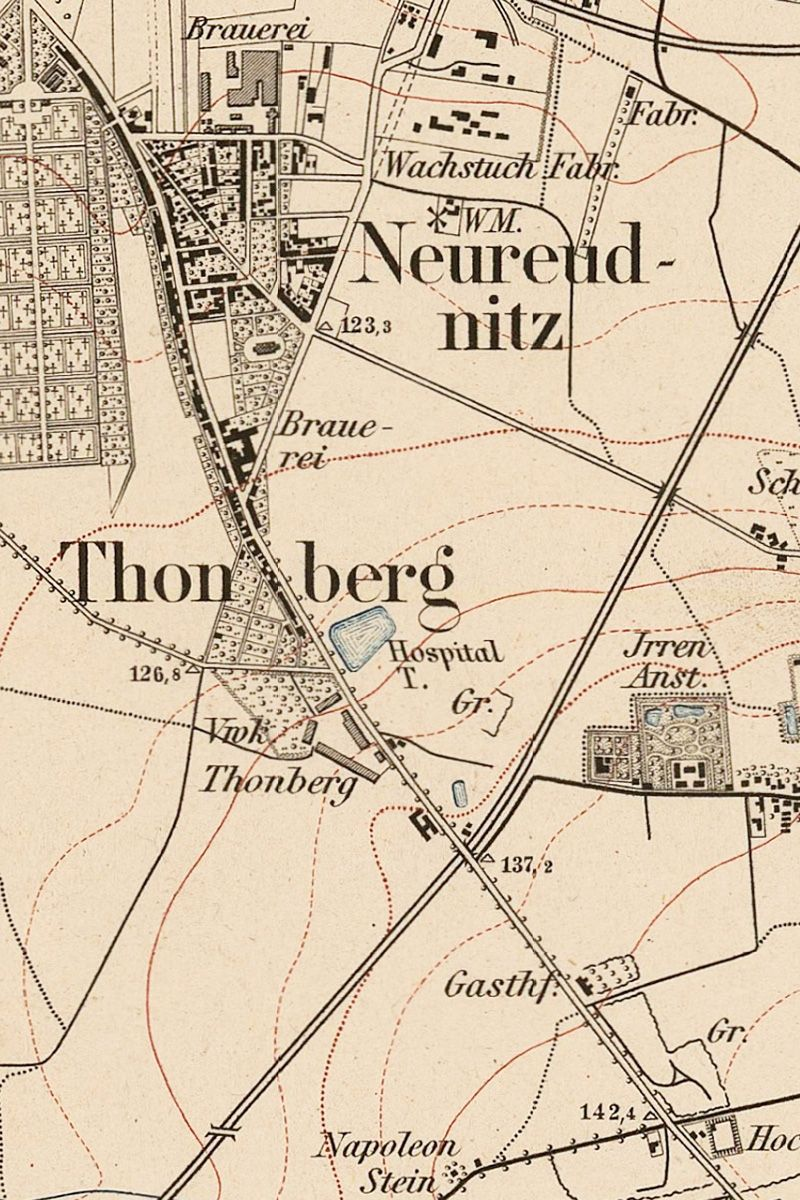
Situation der Straße 1879

Westlich der Straßenhäuser entstand ab 1846 der Neue Johannisfriedhof und auf der gegenüberliegenden Straßenseite die Siedlung Neureudnitz. Das Straßenstück bis zum Friedhof hieß nun Äußere Hospitalstraße und die Fortsetzung Hauptstraße, die nach der Eingemeindung von Rednitz und Thonberg 1890 nach dem Grenzübergang nach Böhmen in Reitzenhainer Straße umbenannt wurde. Hospital- und Äußere Hospitalstraße wurden zur Hospitalstraße zusammengezogen. Nach 1890 wurden die kleinen Straßenhäuser zunehmend durch vierstöckige Mietskasernen ersetzt.
Ab 1851 querte die Straße zunächst die Alte Verbindungsbahn Leipzig, seit 1878 die Bahnstrecke Leipzig Hbf–Leipzig-Connewitz.
Ab 1884 führte die Leipziger Pferdebahn bis zum Neuen Johannisfriedhof und ab 1890 bis zum Friedhofsweg am 1886 eröffneten Südfriedhof. 1896 erfolgte die Elektrifizierung der Strecke und 1900 ihre Verlängerung bis Probstheida.
Von 1891 bis 1913 wurde an der Westseite der Straße auf Probstheidaer Flur das Völkerschlachtdenkmal errichtet und nördlich davon der Denkmalpark (auch Amselpark) angelegt, der heute Wilhelm-Külz-Park heißt. An der dem Denkmal gegenüberliegenden Straßenseite entstand ab 1897 das Wasserwerk Probstheida mit seinem Wasserturm von 1907, der heute noch genutzt wird. Südlich davon entstand 1913 gegenüber dem Haupteingang des Südfriedhofs das Königin-Luise-Haus. Nach der Eingemeindung von Probstheida nach Leipzig wurde auf Probstheidaer Gebiet 1912 die Fortsetzung der Reitzenhainer Straße von Grimmasche Straße in Preußenstraße umbenannt.

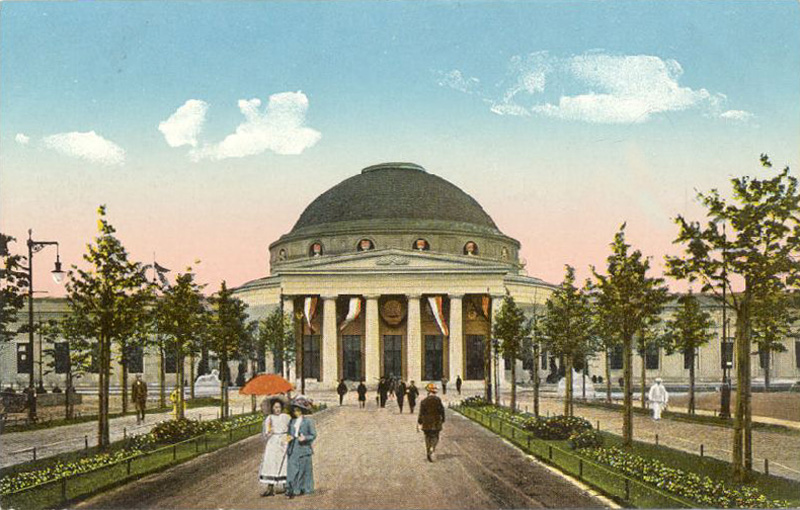
Betonhalle der IBA, heute Eventpalast

1913 wurde auf dem Gelände südlich des Thonberger Vorwerks die Internationale Baufach-Ausstellung (IBA) durchgeführt, 1914 auf dem gleichen Gelände die Internationale Buchkunst-Ausstellung und von 1920 bis 1991 mit dem Bau neuer Hallen das Technische Messegelände etabliert, das nach dem Umzug der Messe in den Norden der Stadt Alte Messe heißt und verschiedene Nutzungen erfährt.
1912 war gegenüber dem späteren Ausstellungsgelände ein großer Wohnkomplex in geschlossener Bauweise errichtet worden, und zwischen den Weltkriegen näherte sich Stötteritz der Straße mit Eigenheimen und Reihenhäusern. In Probstheida entstand 1927–1929 der Klinkerbau des Heims für gebrechliche Kinder des Humanitas e. V., ab 1949 Städtische Klinik für Orthopädie und Rehabilitation „Dr. Georg Sacke“.
Im Zweiten Weltkrieg gab es die schwersten Zerstörungen im Abschnitt der Hospitalstraße. Betroffen waren hier zum Beispiel das Buchhändlerhaus und das Neue Johannishospital. Auch große Lücken in der Wohnbebauung an der Reitzenhainer Straße waren entstanden.

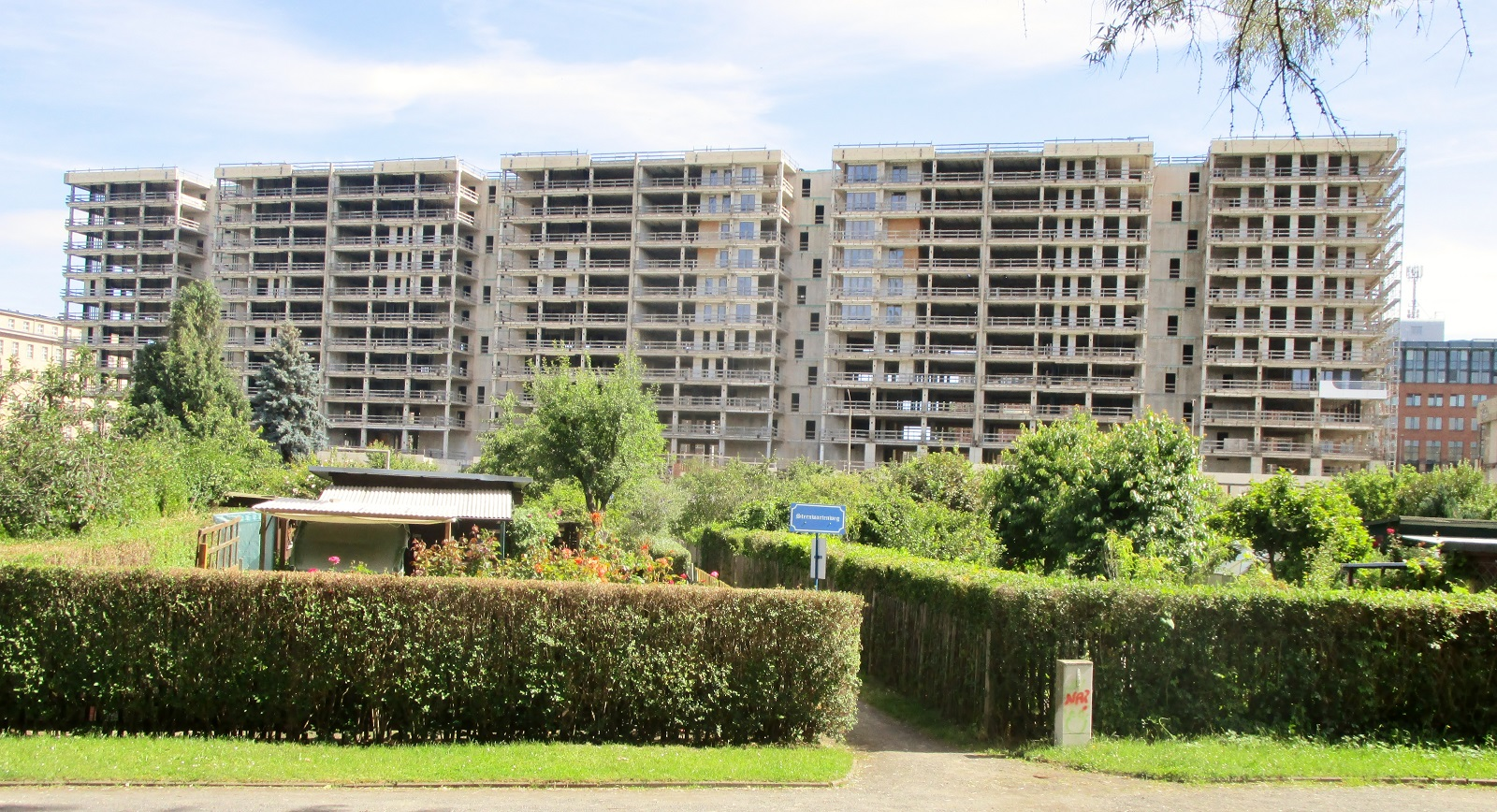
Ehemaliges Gebäude des VEB Chemieanlagenbau als Bauruine 2024

1950 wurde die Straße in ihrer Gesamtlänge als Leninstraße benannt. Ein Wiederaufbau blieb weitgehend aus. Von 1949 bis 1995 nutzte der Leipziger Kommissions- und Großbuchhandel (LKG) das ehemalige Verlagsgebäude von Koehler & Amelang. Daneben entstand gegenüber der Einmündung des Gerichtsweges von 1977 bis 1983 das Projektierungsgebäude des VEB Chemieanlagenbau, das nach 1990 als Technisches Rathaus genutzt wurde. Nach dem Auszug der Stadtverwaltung wollte die Adler Group das Bürogebäude umbauen und darin 300 Wohnungen errichten. Seit 2020 steht die Baustelle still. 2019 hatte es einen Brandanschlag auf einen Baukran gegeben. 2024 beschloss die Stadt, das 19.500 m² große Grundstück zu kaufen und hier ein Verwaltungszentrum zu errichten.
Nach der deutschen Wiedervereinigung erhielt die Straße 1992 den Namen Prager Straße und es entstanden an ihr zahlreiche Neubauten, wie das Haus des Buches an der Stelle des ehemaligen Buchhändlerhauses und das anschließende Seemann-Karree, ein fünf- bis siebengeschossiger Baublock aus Altbausubstanz und ergänzenden Neubauteilen. Zwischen Ostplatz und Semmelweisstraße wurden mehrere sechs- bis siebenstöckige Büro- und Geschäftshäuser errichtet und an der Einmündung der Riebeckstraße die Thonbergklinik. Ihr gegenüber entsteht seit 2020 das Prager-RiebECK, ein kombiniertes Wohn- und Bürohaus, und im nächsten Straßenabschnitt wurde 2020 die vollständig in Holzbauweise errichtete Schule am Barnet-Licht-Platz eröffnet.

Ansichten entlang der Prager Straße
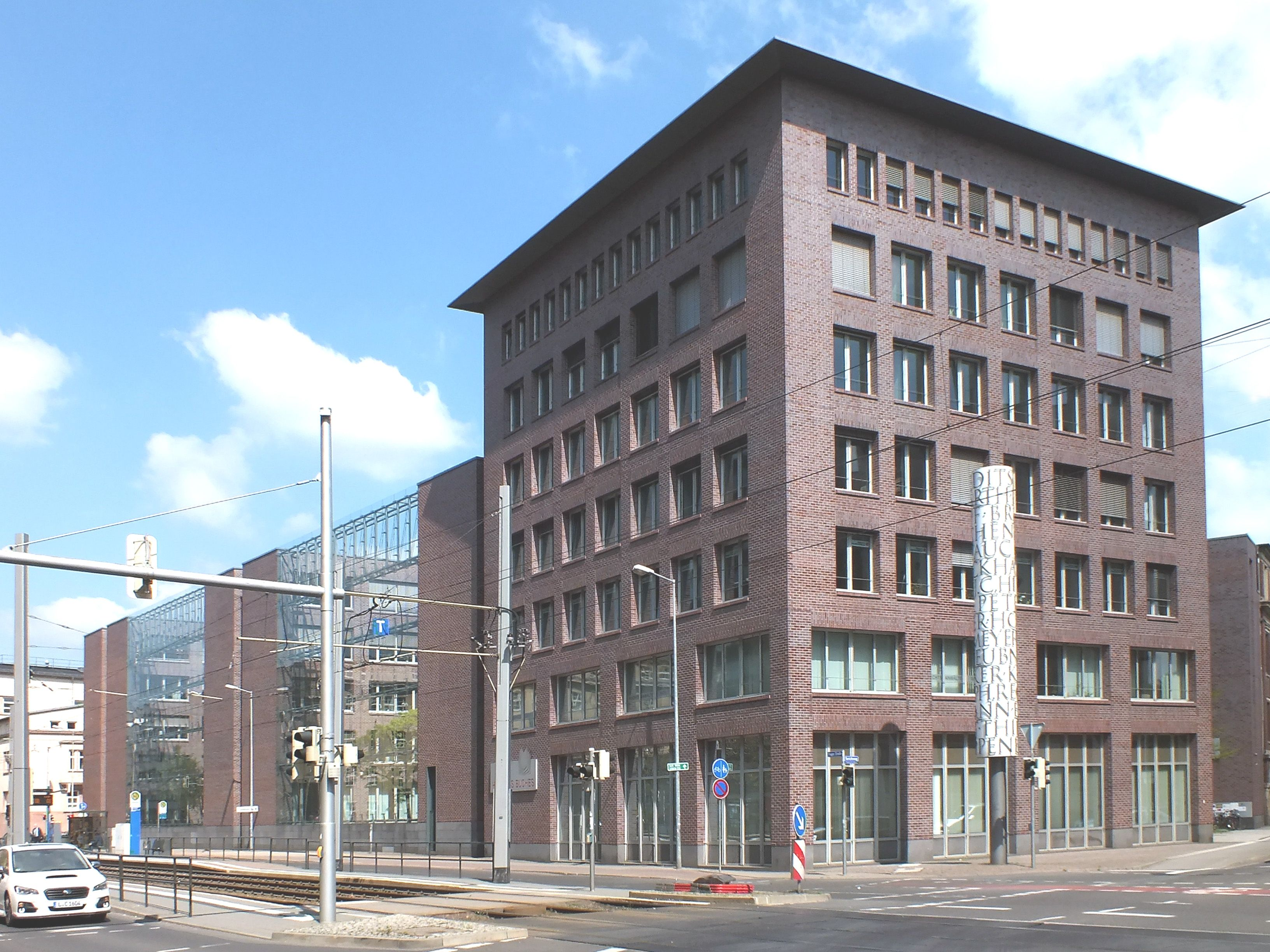
Haus des Buches von 1996
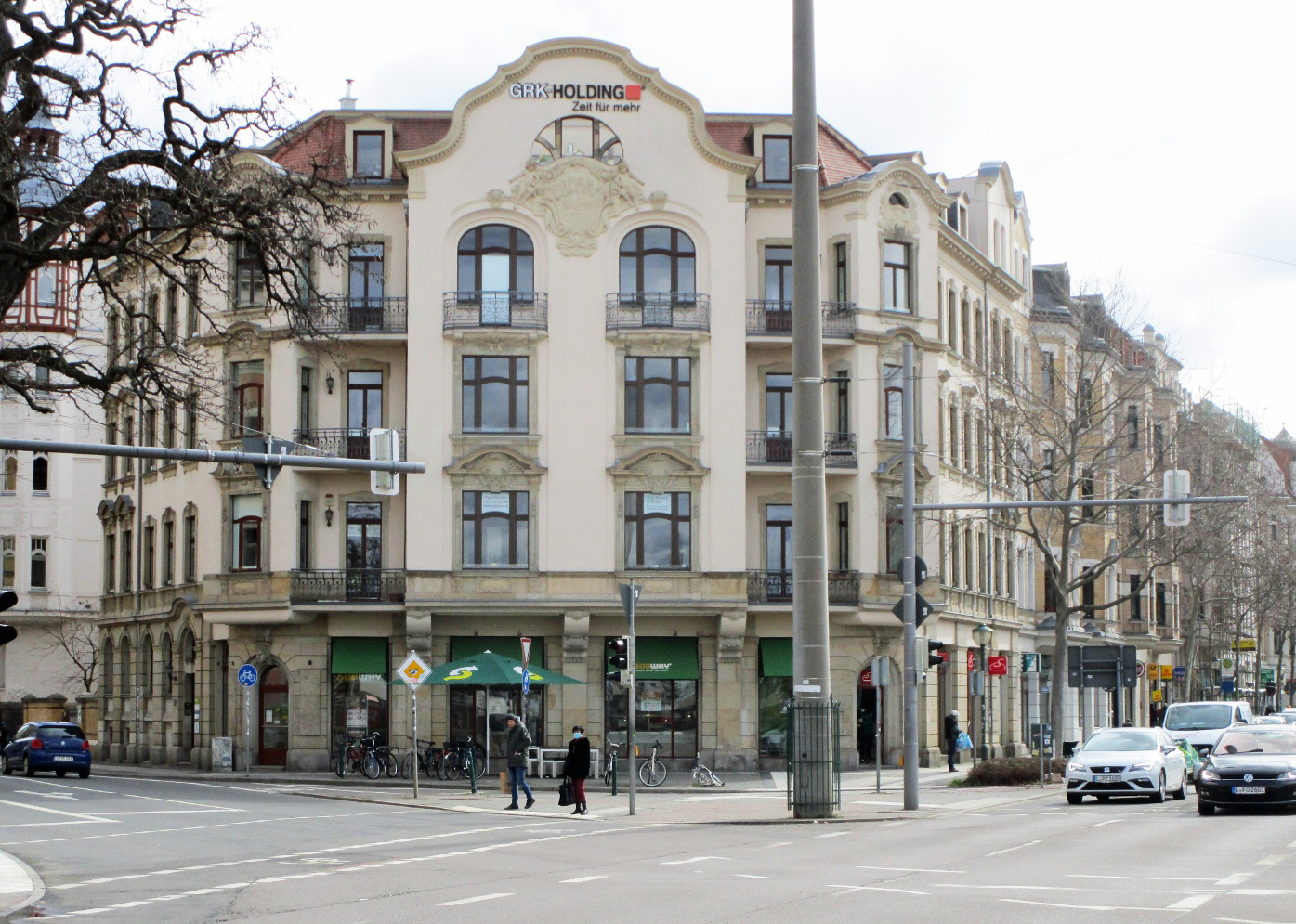
Bauten im Stil des Historismus am Ostplatz
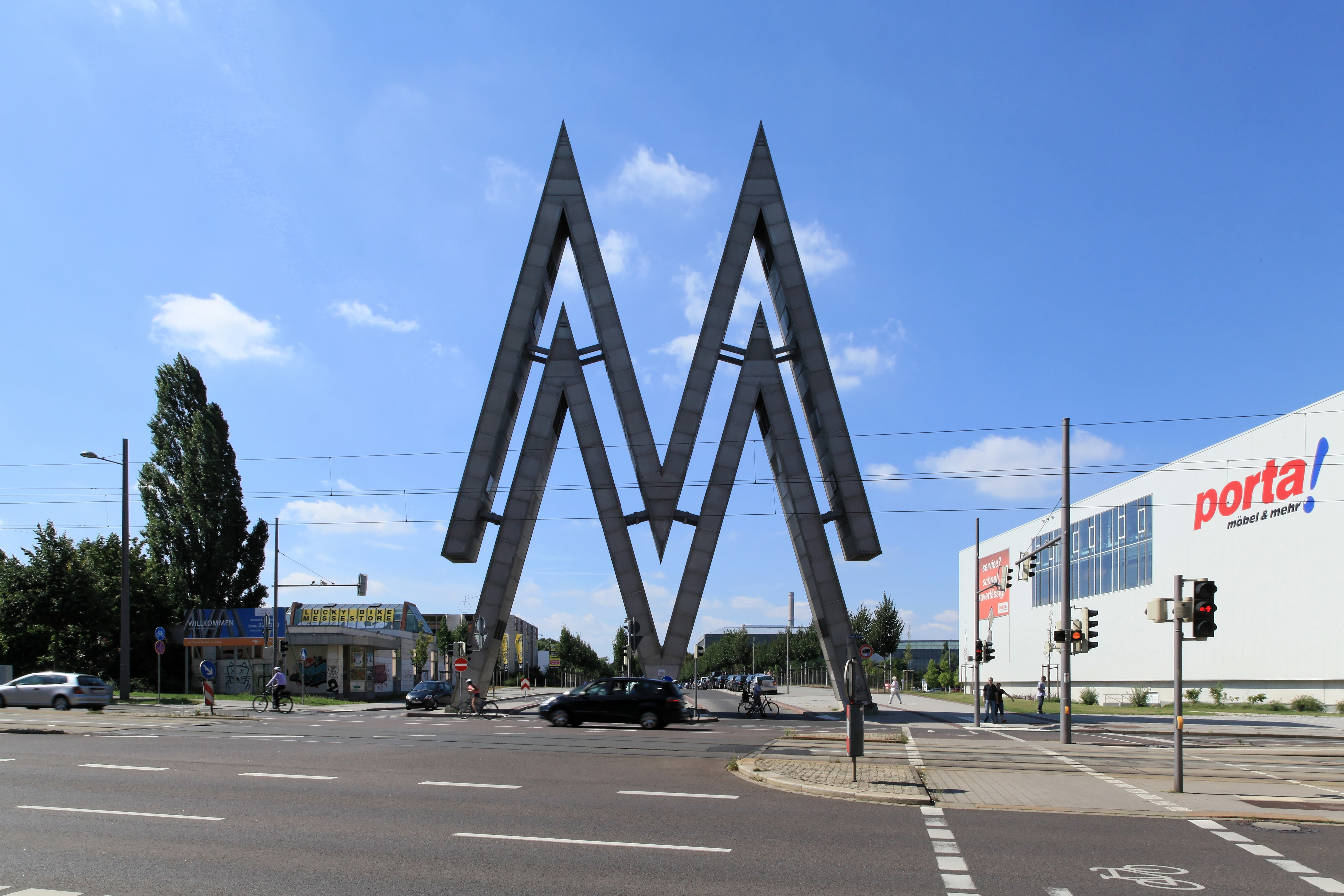
Messesignet am Osteingang des Alten Messegeländes
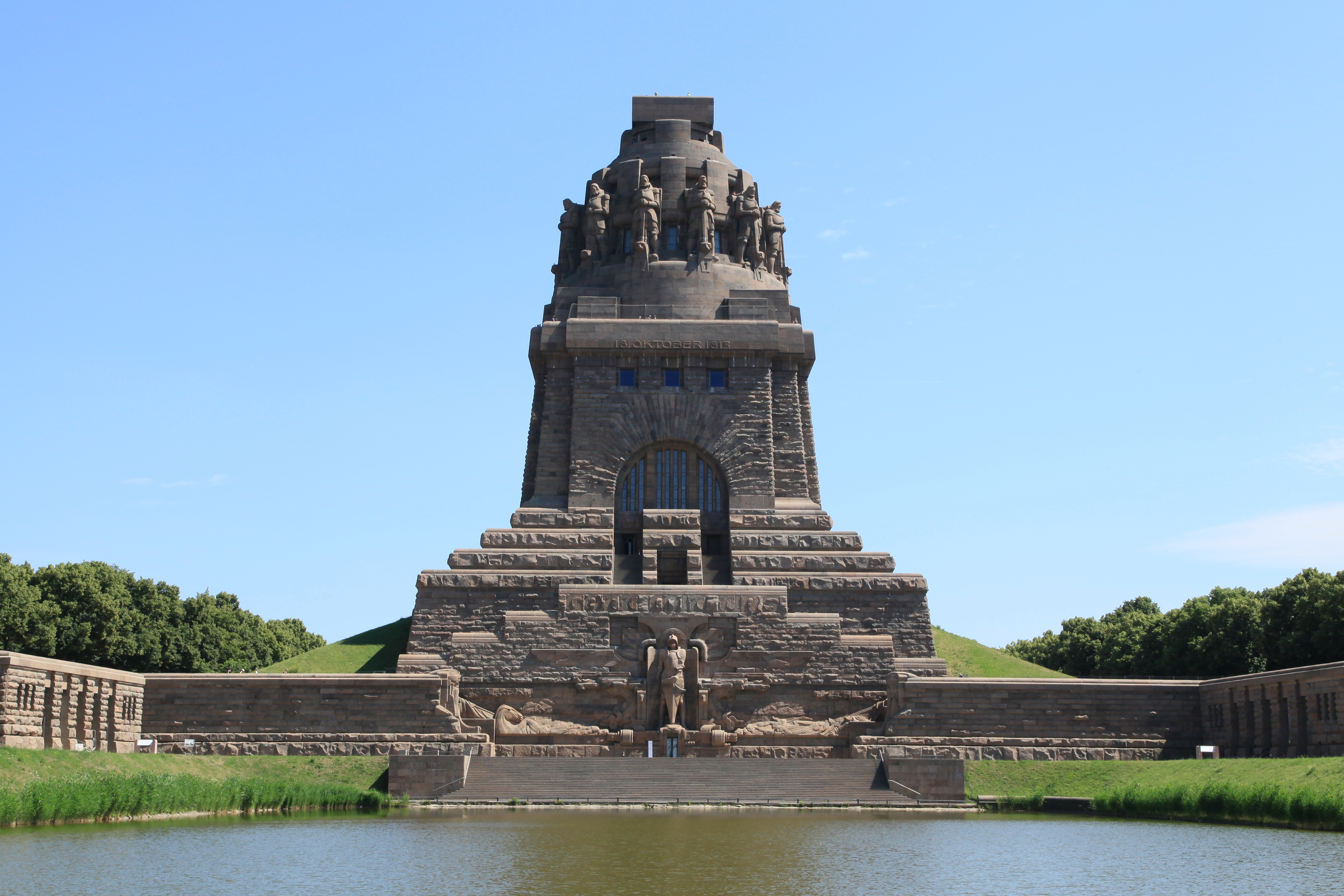
Völkerschlachtdenkmal
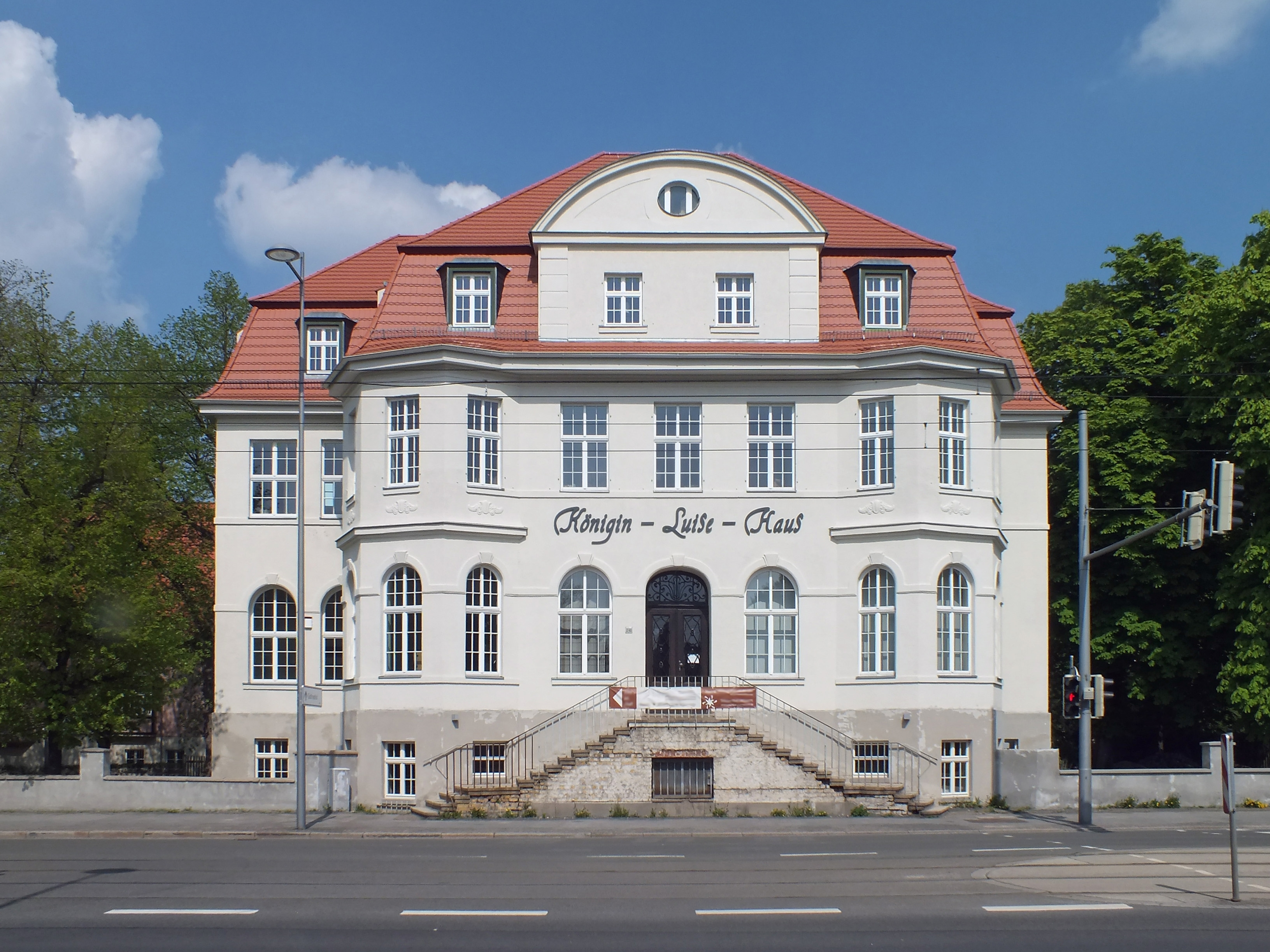
Königin-Luise-Haus am Osteingang des Südfriedhofs
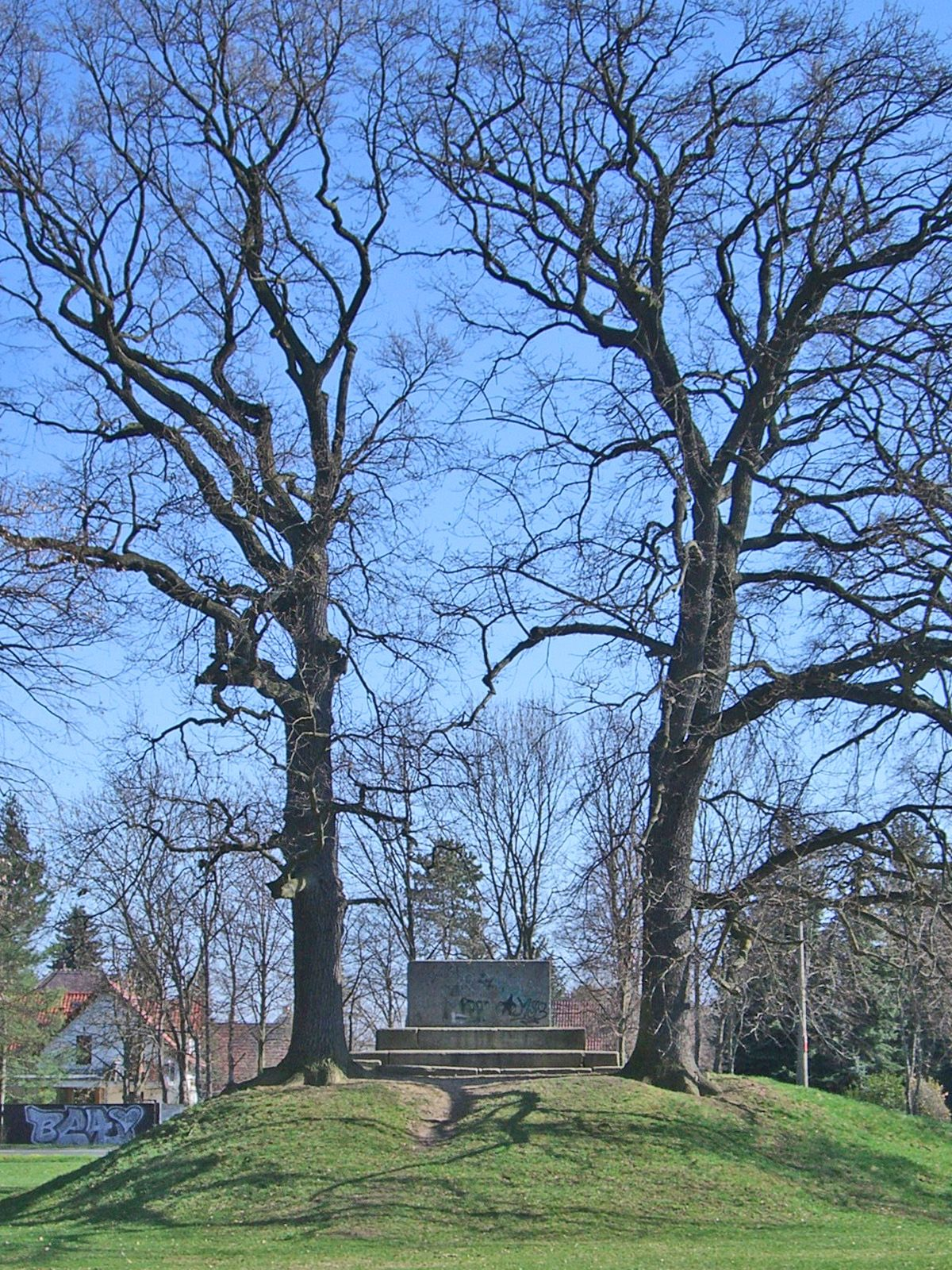
Schwarzenberg-Denkmal in Meusdorf